# 캐슈역

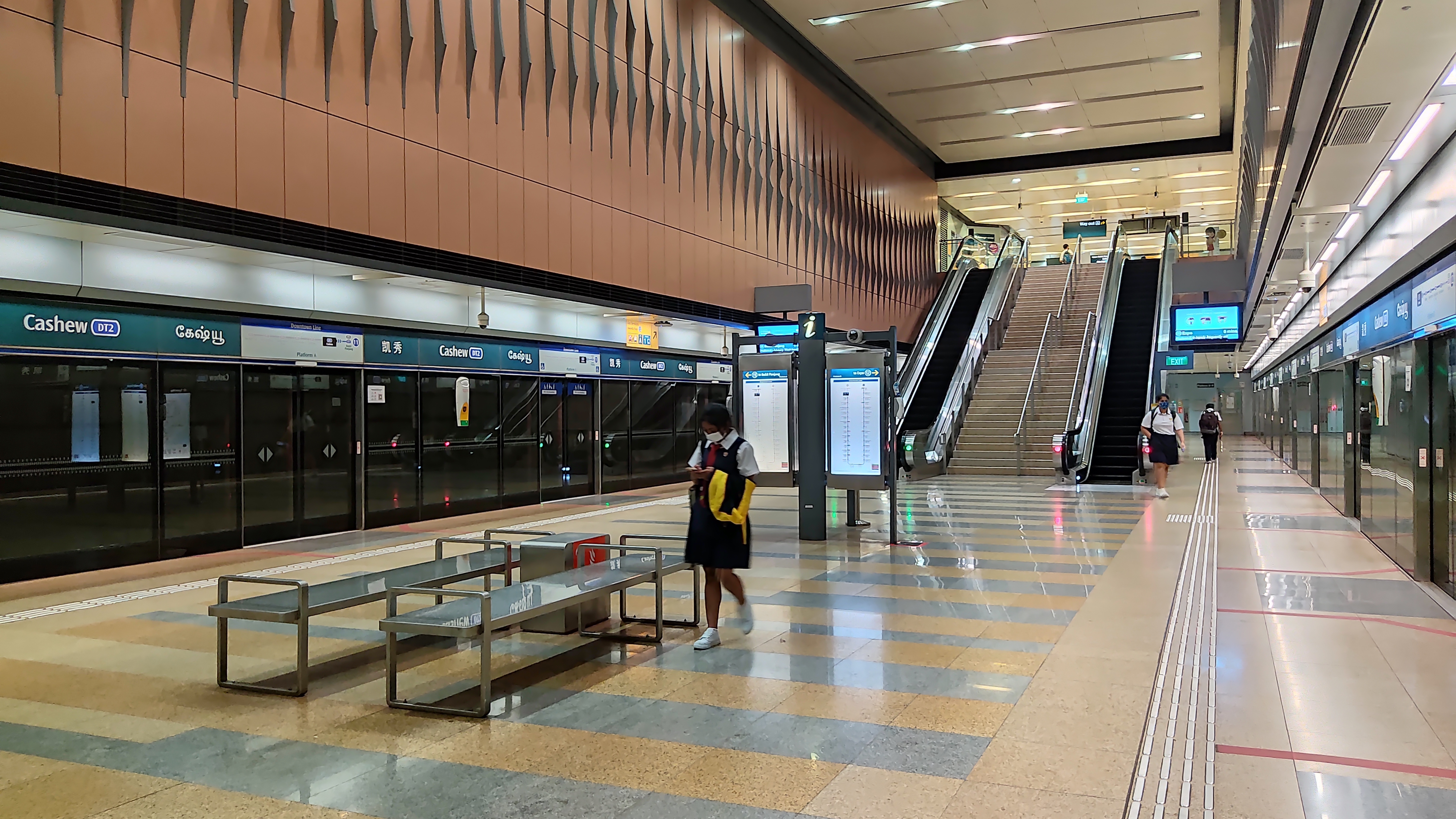

캐슈역(Cashew MRT station)은 어퍼 부킷 티마 로드와 캐슈 로드 사이에 위치한 싱가포르 MRT 다운타운선의 지하철 MRT(Mass Rapid Transit) 역이다. 국방부 본부와 곧 건설될 NS(National Service) 허브에서 가장 가까운 MRT 역이다.

## 역사
이 역은 DTL2 역이 발표된 2008년 7월에 처음 발표되었다. 이 역, 힐뷰역 및 관련 터널에 대한 계약 913이 GS 엔지니어링 앤드 컨스트럭션에 4억 3100만 달러(2억 9700만 달러)에 낙찰되었다. 이 역은 2015년 12월 27일 다운타운선 2단계의 일부로 개통되었으며, 2016년 1월 1일까지 다운타운선을 무료로 이용할 수 있다.